# Sidi Ahmed Rgueibi
Sidi Ahmed Rgueibi (en árabe: زاوية الشيخ سيدي أحمد الركيبي‎, en francés: Sidi Ahmed Reguibi) es una localidad del Sáhara Occidental controlada por Marruecos, en la provincia de Tarfaya. Hasta 1976 perteneció al Sahara español.